# 동일본 고속도로
동일본고속도로주식회사(東日本高速道路株式会社 히가시니혼코소쿠도로[*], East Nippon Expressway Company Limited)는 고속도로주식회사법에 의해 설립된 특수회사이다. 동일본 지역의 고속도로, 자동차 전용도로 등을 관리 운영한다.
약칭은 NEXCO 히가시니혼(NEXCO 동일본, NEXCO東日本)이며, 일반에게 홍보하거나 광고할 때는 약칭을 정식 명칭처럼 쓴다.

## 개요
2005년 10월 1일에 설립되었다.
일본의 도로 관계 4개 공단의 민영화방식으로 채용된 상하 분리 방식에 의하여, 도로 시설의 관리 운영(이른바 윗부분)을 업무로 한다. 도로시설의 보유를 목적으로 하는 독립행정법인 일본 고속도로 보유·채무 반제 기구에서, 도로 시설을 빌리는 형태를 취하고 있다. 고속도로 등의 신규 건설도 사업내용에 포함되지만, 완성된 도로는 기구가(건설채무도 포함하여) 보유하게 된다.
슬로건은 ‘당신에게, 베스트 웨이.’(あなたに、ベスト・ウェイ。)이다.
브랜드 컬러는 ‘넥스코 그린’(■)으로 불리는 녹색으로, 동일본과 북일본의 깊이있는 자연을 이미지했다고 한다. 영업 지역의 많은 부분이 공통된 동일본 여객철도나 홋카이도 여객철도와 동일한 색이다.

### 관리하는 노선

#### 고속자동차국도
동일본 고속도로가 소유하고 있는 노선은 아니다.
- 홋카이도 종관 자동차도
  - 하코다테나요로 선 도오 자동차도
- 홋카이도 횡단 자동차도
  - 구로마쓰나이쿠시로 선 삿손 자동차도·도토 자동차도
  - 구로마쓰나이키타미 선
- 도호쿠 종관 자동차도
  - 히로사키 선 도호쿠 자동차도
  - 하치노헤 선 하치노헤 자동차도·아오모리 자동차도
- 도호쿠 횡단 자동차도
  - 가마이시아키타 선 가마이시 자동차도·아키타 자동차도
  - 사카타 선 야마가타 자동차도
  - 이와키니가타 선 반에쓰 자동차도
- 니혼카이 연안 도호쿠 자동차도 니혼카이 도호쿠 자동차도
- 도호쿠 주오 자동차도
  - 소마오하나자와 선 도호쿠 주오 자동차도
- 간에쓰 자동차도
  - 니가타 선 간에쓰 자동차도
  - 조에쓰 선 조신에쓰 자동차도
- 조반 자동차도 조반 자동차도
- 히가시칸토 자동차도
  - 지바훗쓰 선 다테야마 자동차도
  - 미토 선 도쿄 가이간 자동차도·히가시칸토 자동차도
- 기타칸토 자동차도 기타칸토 자동차도
- 주오 자동차도
  - 나가노 선(아즈미노시부터 지쿠마시까지(도요시나 나들목은 포함하지 않음) - 나가노 자동차도
- 호쿠리쿠 자동차도(니가타시부터 도야마현 시모니카와군 아사히 촌까지(아사히 나들목을 포함하지 않음) - 호쿠리쿠 자동차도
- 나리타 국제 공항선 신공항 자동차도

## 사업 범위
대체로 홋카이도, 도호쿠, 간토 및 신에쓰의 일부 지역을 대상으로, 구 일본도로공단이 관리하던 도로를 사업범위로 한다(수도고속도로에 대해서는 수도고속도로주식회사의 사업범위가 된다). 도메이 고속도로, 주오 고속도로 및 그 주변의 일반 유료도로에 대해서는 간토 지방의 구간에 대해서도 중일본 고속도로의 사업범위가 된다.
- 홋카이도 지사 (관리사무소 5개소, 공사사무소 5개소) - 삿포로시 후베쓰 구
- 도호쿠 지사 (관리사무소 14개소, 공사사무소 8개소) - 센다이시 아오바구
- 간토 지사 (관리사무소 14개소, 공사사무소 8개소) - 도쿄도 다이토구
- 니가타 지사 (관리사무소 4개소, 공사사무소 2개소) - 니가타시 니시구

## 같이 보기
- 중일본 고속도로 (NEXCO 중일본)
- 서일본 고속도로 (NEXCO 서일본)